# Regne Aixanti

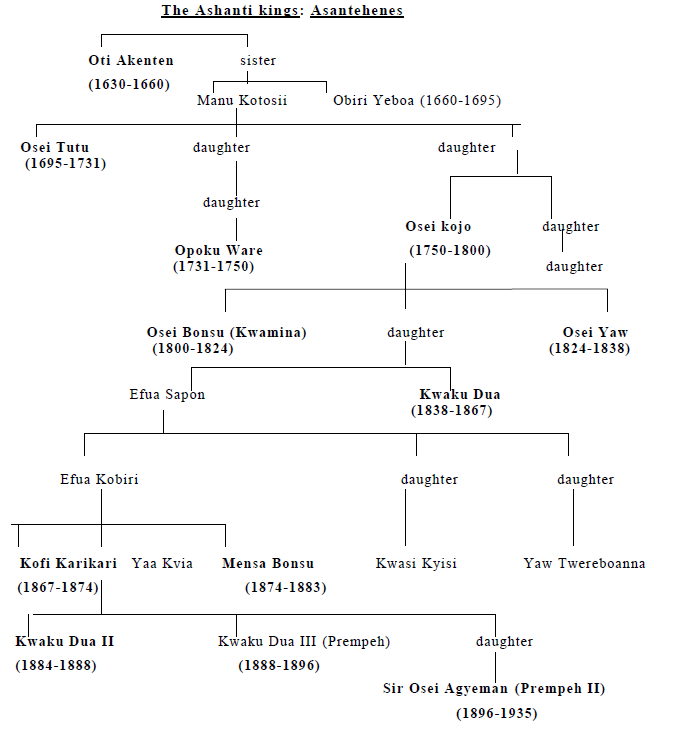
Arbre genealògic dels Asantehenes

El regne Aixanti es va fundar com a Kwa (kwaaman) abans del 1600, basat en el sistema de clans i amb un rei absolut (amanhene); el clan Oyoko es va establir a la regió avui anomenada Ashanti on va fundar Kumasi va passar a adoptar aquest nom (Kumaseman) vers 1640. Fou tributari de l'estat akan de Denkyira però cap a 1650 el cap dels oyoko sota el kumasehene Oti Akenten van començar a consolidar la seva posició i a reunir aliances contra Denkyira. Just abans d'aconseguir la independència (1701) es va fer una gran reunió de caps de clan en la qual va aparèixer (segons la llegenda va baixar del cel) un tamboret o banqueta que es va posar al lloc on era el cap Osei Tutu I. El seu conseller i sacerdot, Okomfo Anokye, va declarar que la banqueta seria el símbol de la nova unió aixanti i Osei Tutu I fou jurat com a cap de la confederació o Asantehene. L'aliança aixanti va anar a la guerra contra Denkyira i va guanyar la guerra aconseguint la independència. La banqueta va romandre sagrada i es considera que té dins l'esperit i anima del poble aixanti.
Per la història de la Confederació, vegeu Imperi Aixanti.
El febrer del 1896 els britànics van ocupar la Confederació que fou abolida el 27 d'agost de 1896 junt amb el regne aixanti de Kumasi. El rei fou enviat a l'exili primer a Sierra Leone i després a Seychelles. Després de quatre anys d'ocupació militar es va declarar el Protectorat el 23 de juny de 1900, entrant en vigor el 1901. El 26 de setembre de 1901 va quedar inclòs dins la colònia de la Costa d'Or.
El rei exiliat va poder tornar el 1924 i el 12 de novembre de 1926 fou reconegut com a rei de Kumasi (Kumaseman) que era equivalent a la moderna regió Ashanti (aleshores districte de Kumasi) però va morir el 1931 sense veure restaurada la confederació. El 31 de gener de 1935 el govern britànic va restablir la confederació, i el kumasehene va passar a ser asantehene i va aconseguir el jurament de fidelitat de 185 caps de diversos llocs dels cinc districtes veïns que juntament amb el d'Aixanti o Kumasi conformen l'Ashantiland o Aixantilàndia. La Confederació no gaudeix de cap poder més que simbòlic però l'Asantehene és molt reverenciat i respectat sobretot al regne Aixanti o de Kumasi, que coincideix amb la moderna regió Aixanti abans districte. Els britànics van crear el 1935 una Assemblea Aixanti formada essencialment per caps tradicionals.
La restauració de 1935 va permetre l'augment de poder del Asantehene: un dret de nomenament (que va utilitzar sovint), la cooptació fora de tota norma de representants no oficials a l'interior al Consell; els intents de crear un executiu més fort (reeixits); totes aquestes temptatives no van poder ser contestades efectivament per les autoritats colonials. Les ordres del consell s'identificaven cada cop més amb les del Asantehene, les limitacions a la llibertat d'expressió imposades als consellers, el sistema de sancions establertes pel consell, tot reflectint una confusió entre les funcions tradicionals i el govern modern. A meitat del 1940 les prerrogatives de l'assemblea aixanti rivalitzava amb l'autoritat creixent de l'Asantehene dins de la pròpia assemblea i era evident la necessitat d'una reforma.
El país Aixanti en els anys 1940 presentava un model de centralització que provocava un malestar considerable tant en els districtes allunyats com a la colònia en conjunt. Les secessions de Dormaa el 1951 i de Takyiman el 1956 van mostrar les carències polítiques i anunciaven el declinar del Consell després de la independència. Des de 1952 el regne (equivalent a l'antic i modern districte Aixanti o Kumasi) va formar una regió dins de la Costa d'Or. El 6 de març de 1957 es va integrar a Ghana; l'autonomia (limitada) fou eliminada el 1958 per Nkrumah, però restaurada posteriorment i protegida per la constitució.

## Governants

### Amanhene
- vers 1570 	Otumfuo Nana Twum
- fins vers 1600 	 Otumfuo Nana Antwi
- vers 1600 - 1630 Otumfuo Nana Kobia Amamfi
- Vers 1630 - 1640 Otumfuo Nana Oti Akenten

### Kumasehene
- vers 1640 - 1660 Otumfuo Nana Oti Akenten
- vers 1660 -1675/80 Otumfuo Nana Obiri Yeboa
- vers 1675/80 - 1701 Otumfuo Nana Osei Tutu Opemsoo

### Asantehene
- 1701 - 1717 Osei Kofi Tutu I (abans Kumasehene Otumfuo Nana Osei Tutu Opemsoo)
- 1717 - 1720 Maniampon - Regent
- 1720 - 1750 Opoku Ware I "Opoku Tenten"
- 1750 - 1764 Kusi Obodom
- 1764 Safo Kantanka - Regent
- 1764 - 1777 Osei Kwadwo (Osei Kumaa)
- 1777 Atakora Kwame - Regent
- 1777 - 1803 Osei Kwame Panyin
- 1803 - 1804 Osei Fofie
- 1804 - 1824 Osei Tutu Kwame Asiba (des de 1807 Osei Bonsu)
- 1824 - 1834 Osei Yaw Akoto
- 1834 - 1867 Kwaku Dua I Panyin
- 1867 - 1874 Kofi Kakari
- 1874 Kwabena Dwomo - Regent
- 1874 - 1883 Mensa Bonsu Kumaa
- 1883 - 1884 Kwasafomanhyiamu (Consell)
- 1884 Kwaku Dua II Kumaa
- 1884 Owusu Koko (president del Kumasehyiamu o Consell)
- 1884 - 1887 Akyampon Panyin (president del Kumasehyiamu o Consell)
- 1887 - 1888 Owusu Sekyere II - Regent
- 1888 - 1896 Kwaku Dua III Asamu (a l'exili 1896-1924)
- 1896 - 1900 Opoku Mensa (president del Commitè d'Administració)
- 1900 - 1926 Regne abolit i Confederació dissolta

### Kumasehene
- 1926 - 1931 Agyeman Prempeh I (segona vegada, abans va regnar com asantehene amb el nom de Kwaku Dua III Asamu)
- 1931 Kwaku Dua - Regent
- 1931 - 1935 Otumfuo Nana Osei Agyeman Prempeh II

### Asantehene
- 1935 - 1970 Otumfuo Nana Osei Agyeman Prempeh II (des de 1937 Sir)
- 1970 - 1999 Otumfuo Nana Opoku Ware II
- 1999 - 1999 Nana Osei Bonsu II - Regent
- 1999 - Otumfuo Nana Osei Tutu II

## Llista dels 16 Asantehene
1. 1. Osei Tutu I (Opemsuo) 	1680-1717
2. 2. Opoku Ware I 	1720-1750
3. 3. Kusi Obodum 	1750-1764
4. 4. Osei Kwame (Oko-awia) 	1764-1777
5. 5. Osei Kwame 	1777-1798
6. 6. Opoku Fofie 	1798-1799
7. 7. Osei Bonsu 	1800-1823
8. 8. Osei Yaw Akoto 	1824-1834
9. 9. Kwaku Dua I 	1834-1867
10. 10. Kofi Karikari 	1867-1874
11. 11. Mensa Bonsu 	1874-1883
12. 12. Kwaku Dua II 	1884
13. 13. Agyeman Prempeh (Kwaku Dua III) 	1888-1931
14. 14. Osei Tutu Agyeman Prempeh II 	1931-1970
15. 15. Opoku Ware II 	1970-1999
16. 16. Osei Tutu II 	1999

## Reines Mare
1. 1. Nana Nyaako Kusiamoa 	1695-1722
2. 2. Nana Ntim Nketia Abamo 	1722-1740
3. 3. Nana Akua Afriyie 	1740-1768
4. 4. Nana Konadu Yiadom 	1768-1809
5. 5. Nana Akosua Adoma 	1809-1819
6. 6. Nana Amma Serwa I 	1819-1928
7. 7. Nana Yaa Dufie 	1828-1836
8. 8. Nana Afua Sarpong 	1836-1857
9. 9. Nana Afua Kobi I 	1857-1880
10. 10. Nana Yaa Akyaa 	1880-1917
11. 11. Nana Konadu Yiadom II 	1917-1945
12. 12. Nana Amma Serwaa Nyarko II 	1945-1977
13. 13. Nana Afua Kobi Serwaa Ampem II 	1977